# Künstlerviertel (Wiesbaden)

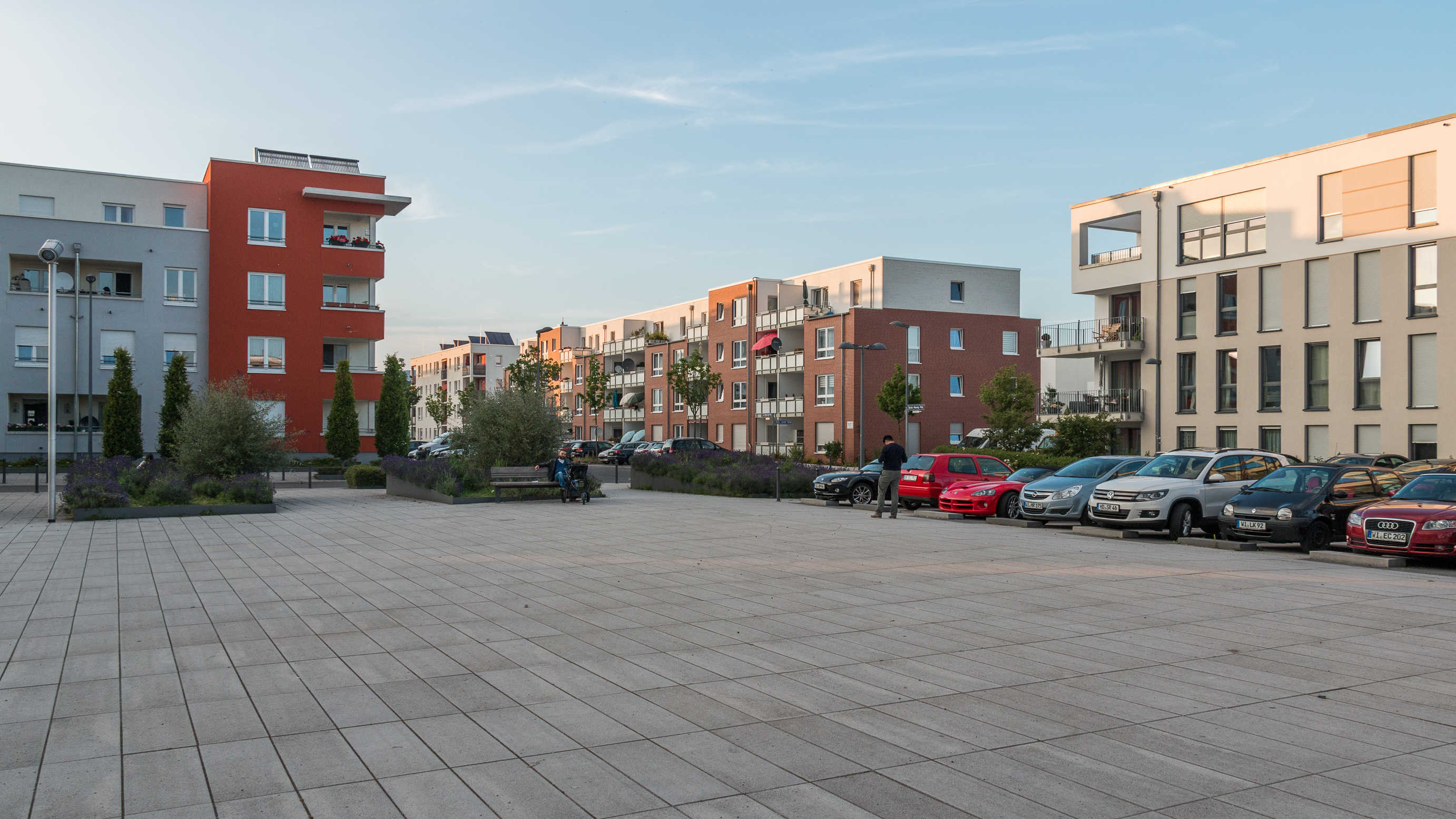
Der Christa-Moering-Platz im Künstlerviertel 2015

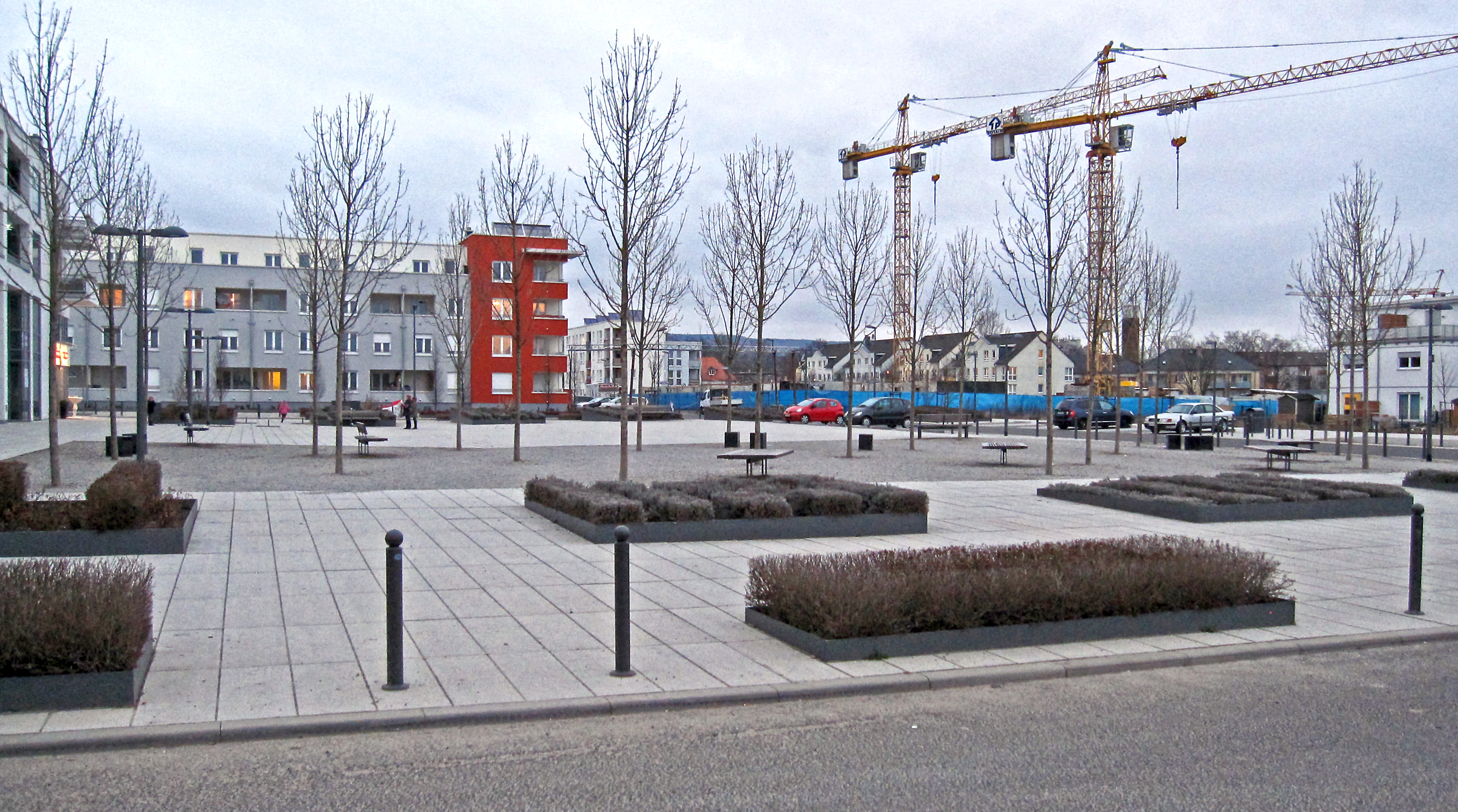
Der Christa-Moering-Platz im März 2012

Das Künstlerviertel in Wiesbaden entstand seit 2006 auf dem Gelände des ehemaligen Güterbahnhofs West in der Nähe des Europaviertels. Verwaltungstechnisch gehört das Quartier zum Stadtbezirk Rheingauviertel.

## Beschreibung
Auf einer Gesamtfläche von 194.500 Quadratmetern entstand eine Mischung unterschiedlicher Wohnformen wie beispielsweise freistehende Einfamilienhäuser, Doppelhäuser, Reihenhäuser, Wohngruppen und Geschosswohnungen. In Nord-Süd-Richtung führen die Maria-Sibylla-Merian-Straße und die Carla-Henius-Straße als Boulevard durch das Künstlerviertel und verbinden es mit dem angrenzenden Altbestand der städtischen Bebauung. Das Zentrum des Quartiers bildet der Christa-Moering-Plaz. Er soll zum Verweilen einladen und ist flankiert von Geschosswohnungsbauten mit den Infrastruktureinrichtungen wie Läden, Schule und Kindertagesstätte.

## Namensgebung
Der Name Künstlerviertel konnte sich bei einem Namenswettbewerb einer regionalen Zeitung und der Stadt Wiesbaden Ende 2005 durchsetzen. Die Straßen werden daher auch Namen berühmter Künstlerinnen tragen. 
Am 26. November 2008 wurde das Straßenschild des zentralen Christa-Moering-Platzes, von der zweiundneunzigjährigen Namenspatin enthüllt. Weitere Straßen tragen die Namen von: Hertha Genzmer, Carla Henius, Fanny Lewald, Maria Sibylla Merian, Gabriele Münter, Liane Synek und Charlotte Posenenske.

## Städtebauliche Daten
Nach dem Planungsstand 2009 sollen im Endausbau des Künstlerviertels summarisch folgende städtebaulichen Daten erreicht werden.
- Gesamtfläche: 194.500 Quadratmeter
- Nettowohnbaufläche: 83.800 Quadratmeter
- Wohneinheiten: 650 Wohneinheiten
- Einwohner: 1.400 Einwohner
- Grün- und Freiflächen: 57.500 Quadratmeter
- Verkehrsflächen: 22.500 Quadratmeter

## Planungsfehler
Der Hessische Verwaltungsgerichtshof in Kassel hat am 12. November 2009 in zwei Urteilen (Aktenzeichen 4 C 1789/08.N und 4 C 70/90/08.N) auf Normenkontrollklagen zweier Gewerbebetriebe den Bebauungsplan der Landeshauptstadt Wiesbaden wegen erheblicher Planungsfehler für unwirksam erklärt. Die Revision gegen die Entscheidungen wurde nicht zugelassen.
Von auf der Grundlage des nichtigen Bebauungsplans erteilten und bislang nicht angefochtenen Baugenehmigungen kann jedoch weiterhin Gebrauch gemacht werden.